# Waldbaum's
Waldbaum's era una cadena de supermercados con tiendas en los boroughs de Nueva York de Brooklyn, Queens, Staten Island, y el Bronx; y en los condados de Nassau, Suffolk y el norte del estado de Nueva York.  Durante un tiempo, la cadena también tuvo tiendas en Nueva Jersey, Connecticut y Massachusetts. Fundada en 1904, Waldbaum's era una de las siete "cadenas de tiendas de bandera" propiedad de The Great Atlantic & Pacific Tea Company (A&P), que adquirió la cadena de su familia fundadora en 1986.
Waldbaum's operaba supermercados tradicionales de servicio completo, con diferentes superficies y modelos de tienda y su popular marquesina en ciertos pasillos, junto con buena comida y un servicio fiable. En su punto álgido, en la década de 1980, era la duodécima cadena de supermercados de Estados Unidos y contaba con 140 tiendas en el área metropolitana de Nueva York. Todas las tiendas Waldbaum's ofrecían carnes y productos frescos. 62 tiendas tenían panaderías y 36 ofrecían servicio de farmacia. Al igual que otras tiendas de la marca A&P, Waldbaum's ofrecía productos de la casa bajo las marcas America's Choice, America's Choice Kids, America's Choice Gold, Two-Forks Bakery, Green Way, Via Roma, Food Basics, Home Basics, Great Atlantic Seafood Market, Mid-Atlantic Country Farms, Woodson & James, Hartford Reserve, Food Emporium Trading Co. , Preferred Pet y Live Better.